# Torneo de Seúl 2021
El Hana Bank Korea Open 2021 fue un torneo de tenis profesional jugado en canchas duras bajo techo. Se trató de la 17ª edición del torneo y formó parte de los Torneos WTA 125s en 2021. Se llevó a cabo en Seúl, Corea del Sur, entre el 20 de diciembre al 26 de diciembre de 2021.

## Cabezas de serie

### Individuales
| Tenista                    | Ranking | Preclasificada |
| Kristina Mladenovic        | 99      | 1              |
| Zhu Lin                    | 142     | 2              |
| Réka Luca Jani             | 170     | 3              |
| Valentini Grammatikopoulou | 184     | 4              |
| Arianne Hartono            | 196     | 5              |
| Jang Su-jeong              | 215     | 6              |
| Isabella Shinikova         | 226     | 7              |
| Yuki Naito                 | 262     | 8              |

- Ranking del 6 de diciembre de 2021

### Dobles
| Tenista                                   | Ranking | Preclasificada |
| Arianne Hartono Olivia Tjandramulia       | 310     | 1              |
| Valentini Grammatikopoulou Réka Luca Jani | 381     | 2              |

## Campeonas

### Individuales femeninos
Lin Zhu venció  Kristina Mladenovic por 6–0, 6–4

### Dobles femenino
Ji-hee Choi /  Na-lae Han vencieron  Valentini Grammatikopoulou /  Réka Luca Jani por 6–4, 6–4